# Systaime
Systaime, de son vrai nom Michaël Borras, né le 29 janvier 1973, est un plasticien contemporain français.

## Biographie
Son nom d'artiste Systaime, choisi à la fin des années 1990 alors qu'il était peintre figuratif, est la contraction des mots Système et Amour. Ils symbolisent pour l'artiste l'amour et la compréhension qu'il faut avoir pour un système informatique ou politique afin de le contourner, le détourner ou le subvertir.
Ancien étudiant en école d'art artiste français pluridisciplinaire et commissaire d'exposition, activiste du net.art et Video Jockey, il expérimente plusieurs domaines : peinture, GIFs, remixes, Mash Up, blogs, livres, CDs, photos, performances audio/vidéo, clips, chroniques TV. Il est plus particulièrement connu comme artiste du multimédia et des réseaux. Systaime définit son style comme « French Trash Touch », un nom de son invention, dérivé de celui du mouvement musical French Touch. Son média de prédilection est internet sur lequel il diffuse ses créations depuis 1999, date d'achat de son premier ordinateur, mais il souhaite « sortir le Web du Web » et fait par exemple pour cela circuler des VHS en 2003 pour aller à la rencontre de ceux qui n'ont pas accès à internet,. Michaël Borras juge que les débats entre la « grande Culture » et la « sous-culture » n'ont pas lieu d'être, qu'il n'y a pas de « différence entre un peintre qui va passer des heures sur une toile et un artiste qui va passer des heures également sur la création d’un GIF ».

## Parcours artistique
Michaël Borras est un grand utilisateur des réseaux sociaux qui lui permettent de toucher un vaste public. Il y crée — d'abord sur Second life puis sur Facebook dès son arrivée — des avatars auxquels il attribue un nom et des activités très diverses. Début 2017, il possède une dizaine de comptes mais il en a eu plus du double dont certains ont été bloqués parce qu'il a dépassé les limites autorisées. Michaël Borras utilise l'avatar comme un espace de liberté qui pousse le spectateur à se concentrer uniquement sur son travail sans que l’image ou l'histoire personnelle de l’artiste n'interfère. D'après lui, tout un chacun passe son temps à jouer à modeler des personnages sur les réseaux sociaux, y compris sous sa véritable identité,.
Systaime utilise le format GIF pour réaliser des animations courtes et tournant en boucle, ce qui correspond selon l'artiste à la recherche d'immédiateté de la société du début du XXIe siècle. Il se sert également des icônes numériques d'écran d'ordinateur pour recomposer des portraits de célébrités contemporaines dans le cadre d'une réflexion sur le concept d’icône et interroger les rapports à l'image entre les icônes religieuses, objets de culte traditionnel, et les icônes de la Pop culture et des réseaux sociaux, objets de culte actuels,.
Les vidéos de Systaime consistent souvent en des collages d'images et de sons de toutes origines : des extraits d'interventions politiques, de vidéos amateurs, de sites pornos, des gifs animés, etc,. En 2003, Annick Rivoire, journaliste pour le journal Libération, juge que son travail le classe « au-dessus de la moyenne des réalisations sur l'Internet ». Il réalise aussi des machinimas, films réalisé en filmant à l'intérieur d'un monde virtuel ou d'un jeu vidéo.
L'artiste a produit de nombreux travaux alliant la vidéo et la musique, dont un certain nombre maniant le détournement. Il explique vouloir aller au-delà des images à sens unique, essayer de « créer un petit décalage, de mettre le doigt sur une contradiction ». En février 2008, il met en ligne deux titres parodiant le Casse-toi, pauv' con ! prononcé par le président Nicolas Sarkozy au Salon de l'agriculture. L'un d'eux met en scène le président répétant en boucle son insulte sur une musique de rap, avec des images de ses poignées de mains à Mouammar Kadhafi et à Vladimir Poutine. Durant l'été, un collectif d'artistes comprenant Michaël Borras participe à la création de l'album musical Comme si c’était normal sous le pseudonyme Carlita Bruni Sarkozy. Cet album, parodie de celui de Carla Bruni intitulé Comme si de rien n’était, rassemble plusieurs détournements de chansons et d'extraits d’interviews ou de discours politiques.
Systaime a participé à la création de clips musicaux. Il a ainsi collaboré avec divers artistes comme Télépopmusik, ou bien encore Asia Argento pour le clip de son titre Sexodrome en 2013,. Dans ce clip, l'artiste réalise un mash-up de vidéos de selfies d'Asia Argento, de clips YouTube, d'extraits vidéos de pole dance, d'images ondulantes et clignotantes ayant pour objectif de rendre une esthétique fétichiste et de reconstituer une vision sous LSD ou de peep-show.
Systaime realise egalement des oeuvres Nfts, en 2024 il participe a la vente aux encheres "Hacking Painting" chez Drouot,.

## Le Super Art Moderne Musée
Inspirés d'une idée de l'artiste français du net.art Fred Forest, Systaime crée avec Thomas Cheneseau en décembre 2011 le site web Super Art Moderne Musée, musée virtuel dont la première curation regroupe une cinquantaine d’œuvres du net.art,,, alternative au système des musées et galeries qui pendant longtemps n'ont pas su comment présenter des œuvres numériques. Le succès médiatique est au rendez-vous. SPAMM s'associe un temps avec Arte Creative pour des expositions en lignes,. Des expositions en galeries sont également organisées. Une première a lieu à la Galerie de la Reine à Bruxelles en 2012. En mars de l'année suivante, Systaime organise avec Ellektra Radikal l'exposition SPAMM Cupcake, installation vidéo projetée dans les vitrines de la galerie PROJECT-ion à New York. En juillet, Systaime organise avec Miyö Van Stenis et Helena Acosta l'exposition SPAMM Dulce au musée d'art contemporain de Caracas au Venezuela. Deux ans plus tard, en juillet 2015, il orchestre avec Helena Accosta, Alan Shaffer et Jean Guillaume Le Roux une exposition sur trois jours intitulée « Spamm Of Virtualism » et présentée simultanément à la Babycastles Gallery à New York, à la galerie EKLUZ à Paris et à l'Electromuseum à Moscou où le quatuor explore et questionne l'évolution des médiums digitaux comme matériaux de création. Début 2018, Spamm participe à la biennale « The Wrong », uniquement disponible en ligne, puis début 2019, Spamm s'installe à la galerie Mapils à Naples.